# آسینو
شهر آسینو (به روسی: Асино) در کشور روسیه و در اوبلاست تومسک واقع شده‌است.